# Frurolítids
Els frurolítids (Phrurolithidae) són una família d'aranyes araneomorfes, descrita per N. Banks el 1892. Aquesta nova família va ser elevada en el seu estatus taxonòmic per Ramírez l'any 2014. Anteriorment havien format part dels Corinnidae com la subfamília Phrurolithinae; però estudis filogenètics recents van demostrar que aquesta classificació era injustificada i, en canvi, era més pertinent considerar-los com una família diferenciada.
Les espècies d'aquesta família es troben a Amèrica del Nord, a Àsia, a Europa, a Àfrica i a Oceania. És una família amb exemplars fòssils del gènere Phrurolithus trobats ja en el Paleogen dins ambre bàltic.

## Llista dels gèneres
Segons el World Spider Catalog amb data de desembre de 2018, dins d'aquesta família hi ha reconeguts 13 gèneres i 206 espècies:
- Abdosetae Fu, Zhang & MacDermott, 2010
- Dorymetaecus Rainbow, 1920
- Drassinella Banks, 1904
- Liophrurillus Wunderlich, 1992
- Otacilia Thorell, 1897
- Phonotimpus Gertsch & Davis, 1940
- Phrurolinillus Wunderlich, 1995
- Phrurolithus C. L. Koch, 1839
- Phruronellus Chamberlin, 1921
- Phrurotimpus Chamberlin & Ivie, 1935
- Piabuna Chamberlin & Ivie, 1933
- Plynnon Deeleman-Reinhold, 2001
- Scotinella Banks, 1911

Fins fa poc també hi havia el gènere Orthobula Simon, 1897; fou transferit dels Liocranidae als Corinnidae per Bosselaers & Jocqué l'any 2002,; posteriorment, l'any 2014, col·locat dins els Phrurolithidae per Ramírez, i recentment, el 2017, transferit als Trachelidae per Wheeler et al.
Fòssils
Segons el World Spider Catalog versió 19.0 (2018), existeixen els següents gèneres fòssils:
- †Phrurolithus C. L. Koch, 1839